# جیسون مور (کارگردان)
جیسون مور (انگلیسی: Jason Moore؛ زادهٔ ۱۲ اکتبر ۱۹۷۰) یک کارگردان فیلم، کارگردان تلویزیون، کارگردان تئاتر و تهیه‌کننده اهل ایالات متحده آمریکا است. وی از سال ۱۹۸۷ میلادی تاکنون مشغول فعالیت بوده‌است.
جیسون مور در فایت‌ویل آرکانزاس به دنیا آمد و در دانشگاه نورت‌وسترن به تحصیل مشغول شد. کار حرفه‌ای وی در تئاتر برادوی با کارگردانی نمایش موزیکال بینوایان در سال ۱۹۸۷ آغاز شد. او پسر قاضی حوزهٔ فایت‌ویل، رودی مور است.
در سال ۲۰۱۲، مور اولین کارگردانی فیلم خود را با ساخت آوازخوان حرفه‌ای با بازی آنا کندریک و بریتنی اسنو انجام داد. او همچنین مدیر اجرایی تولید آوازخوان حرفه‌ای ۲ بود. او کارگردان فیلم خواهران، با بازی تینا فی و امی پولر بود، که در ۱۸ دسامبر ۲۰۱۵ منتشر شد. و سومین کارگردانی وی فیلم عروسی شات‌گان با بازی جنیفر لوپز می‌باشد.